# Feissons-sur-Salins
Feissons-sur-Salins – miejscowość i gmina we Francji, w regionie Owernia-Rodan-Alpy, w departamencie Sabaudia.
Według danych na rok 1990 gminę zamieszkiwało 130 osób, a gęstość zaludnienia wynosiła 27 osób/km² (wśród 2880 gmin regionu Rodan-Alpy Feissons-sur-Salins plasuje się na 1491. miejscu pod względem liczby ludności, natomiast pod względem powierzchni na miejscu 1529.).